# Johann Kniewasser
Johann "Hans" Kniewasser (Hinterstoder, 13 de outubro de 1951 – Wels, 19 de outubro de 2012) foi um esquiador alpino austríaco.